# Aralosaurus tuberiferus
Aralosaurus tuberiferus ("ödla från Aralsjön") var en art av dinosaurier som tillhörde släktet Aralosaurus, en hadrosaurin som levde under kritaperioden vid det som idag är Aralsjön. Aralosaurus tillhörde ordningen fågelhöftade dinosaurier och kunde kännas igen på att den var liten med en benig upphöjning på dess nos, precis som dess släktingar Maiasaura och Gryposaurus. Emellertid anser en del paleontologer att Aralosaurus egentligen är en medlem av underfamiljen Lambeosaurinae (Horner).
Aralosaurus var en växtätande dinosaurie som levde under yngre krita (yngre turonian till santonian), runt 95-85 miljoner år sedan, och kunde gå på så väl alla fyra som på bakbenen. Man har hittat äggskal, vilka tyder på att Aralosaurus levde i hjordar och hade speciella äggläggningsplatser där de kunde vara säkra för rovdjur, som Asiamericana, och äggtjuvar, som Caenagnathasia. Flera släktingar, som till exempel Jaxartosaurus, har också hittats i det omgivande området där Aralosaurus' fossila kvarlevor påträffades. Dess närmaste släktingar är Bactrosaurus, Lophorhothon och Kritosaurus.

## Namngivning och fyndplats
Aralosaurus' namn betyder "ödlan från Aralsjön", vilket den har fått eftersom den hittades vid Aralsjön då dess vattenlinje började dra sig tillbaka i slutet av 1960-talet. Efterleden kommer från det grekiska ordet σαῦρος/saurus, som betyder 'ödla', det vanligaste suffixet för dinosaurier. Den hittades i Beleutinskaya Svita på Shakh-Shakh-platsen i Kzyl-Ordaskaya Oblast, centrala Kazakstan.

## Beskrivning
Om man beräknar dess längd med hjälp av dess 65 cm långa kranium blev Aralosaurus 6,5 meter lång. Men man antar att kraniet tillhörde ett ungdjur eftersom bensömmarna ännu inte smält samman, så den kan ha blivit upp till 9 meter med en vikt på ett halvt ton, det vill säga stor som en elefant. Dock känner man inte till så mycket om Aralosaurus, då bara ett nästan komplett kranium som påminner om Kritosaurus' har hittats, jämte kotor och delar av extremiteterna efter ett antal individer. Kraniets hjärnskål är relativt välbevarad, även om nederdelen är skadad. Överarmsbenet är nästan komplett och 30 cm långt. Dock saknas den övre leden. Man har bara hittat lederna efter underarmsbenen samt fragmentariska delar av lårben, skenben, vadben, språngben, tåben och ben i handen.
Aralosaurus hade en tjock svans, en klumpig och stor kropp samt kraftfulla bakben. Detta är drag som är typiska särdrag för många andra hadrosaurier. Dess bakben borde onekligen ha varit väldigt användbara då den skulle springa ifrån rovdjur.

### Tänder
Aralosaurus identifierades av en näbb med runt 1 000 små (mellan 3 och 4,5 cm) och mycket välbevarade tänder i 30 rader. Man har dessutom hittat en tand i underkäken. Dessa tandbatterier användes då den betade plantor och tuggade dem i munhålan som ett första steg i matspjälkningsprocessen, ett drag som var mycket vanligt hos växtätande dinosaurier (fågelhöftade dinosaurier i synnerhet), men ovanligt hos andra reptiler. Att den tuggade maten bör sannolikt peka på att den hade kindpåsar som höll växtdelarna på plats i munhålan. Aralosaurus hade fler tänder än Bactrosaurus och Lophorhothon, samt en kortare överkäke än Bactrosaurus.

### Nosknöl
Bulan av ben på nosen framför ögonen var vanlig hos de flesta hadrosaurier, och knölen hos Aralosaurus liknar den hos Lophorhothon. Knölen kan inte bara ha använts som en prydnad, utan också som ett vapen i dueller emellan hanar i striden om att få para sig med hjordens honor. De kan ha stött till varandra genom att rusa in i varandra, så som moderna djur som till exempel får och tamgetter. Kanske var nosknölen ett fäste för muskler. Bulan torde också, enligt en del forskare, ha använts som en ljudförstärkare eftersom den var ihålig, och kan då ha använts för att förstärka ljudkommunikationen emellan medlemmar i hjorden. Denna sorts luftreservoar är ett unikt drag hos hadrosaurinerna.